# Aucamville (Tarn-et-Garonne)
Pour les articles homonymes, voir Aucamville.
Aucamville est une commune française, située dans le sud du département de Tarn-et-Garonne en région Occitanie.
Sur le plan historique et culturel, la commune est dans le pays de Rivière-Verdun, un petit pays d'élection de l'est de la Gascogne, à l'écart des grandes voies de communication, et s'étageant sur les terrasses de la rive gauche de la Garonne, entre la vallée de la Save et la Lomagne, et se prolongeant en Gascogne toulousaine.
Exposée à un climat océanique altéré, elle est drainée par la Save, le ruisseau de Marguestaud, le ruisseau de Saint-Pierre, le ruisseau Secourieu, le ruisseau Segonde et par divers autres petits cours d'eau. La commune possède un patrimoine naturel remarquable : deux sites Natura 2000 (« Garonne, Ariège, Hers, Salat, Pique et Neste » et la « vallée de la Garonne de Muret à Moissac ») et une zone naturelle d'intérêt écologique, faunistique et floristique.
Aucamville est une commune rurale qui compte 1 552 habitants en 2022, après avoir connu une forte hausse de la population depuis 1975. Elle fait partie de l'aire d'attraction de Toulouse. Ses habitants sont appelés les Aucamvillois ou  Aucamvilloises.

## Géographie

### Localisation
Commune de l'aire d'attraction de Toulouse située à 32 km au nord de Toulouse et à 25 km de l'aéroport Toulouse-Blagnac, Aucamville est situé à la limite sud du département de Tarn-et-Garonne, à mi-distance entre Montauban et Toulouse.

### Communes limitrophes
Aucamville est limitrophe de six autres communes dont trois dans le département de la Haute-Garonne.
Les communes limitrophes sont Savenès, Le Burgaud, Grenade, Saint-Cézert, Grisolles et Verdun-sur-Garonne.
| Savenès                      | Verdun-sur-Garonne      |           |
| Le Burgaud (Haute-Garonne)   | Aucamville              | Grisolles |
| Saint-Cézert (Haute-Garonne) | Grenade (Haute-Garonne) |           |

### Géologie et relief
La superficie de la commune est de 2 291 hectares ; son altitude varie de 97  à   168 mètres.

### Hydrographie

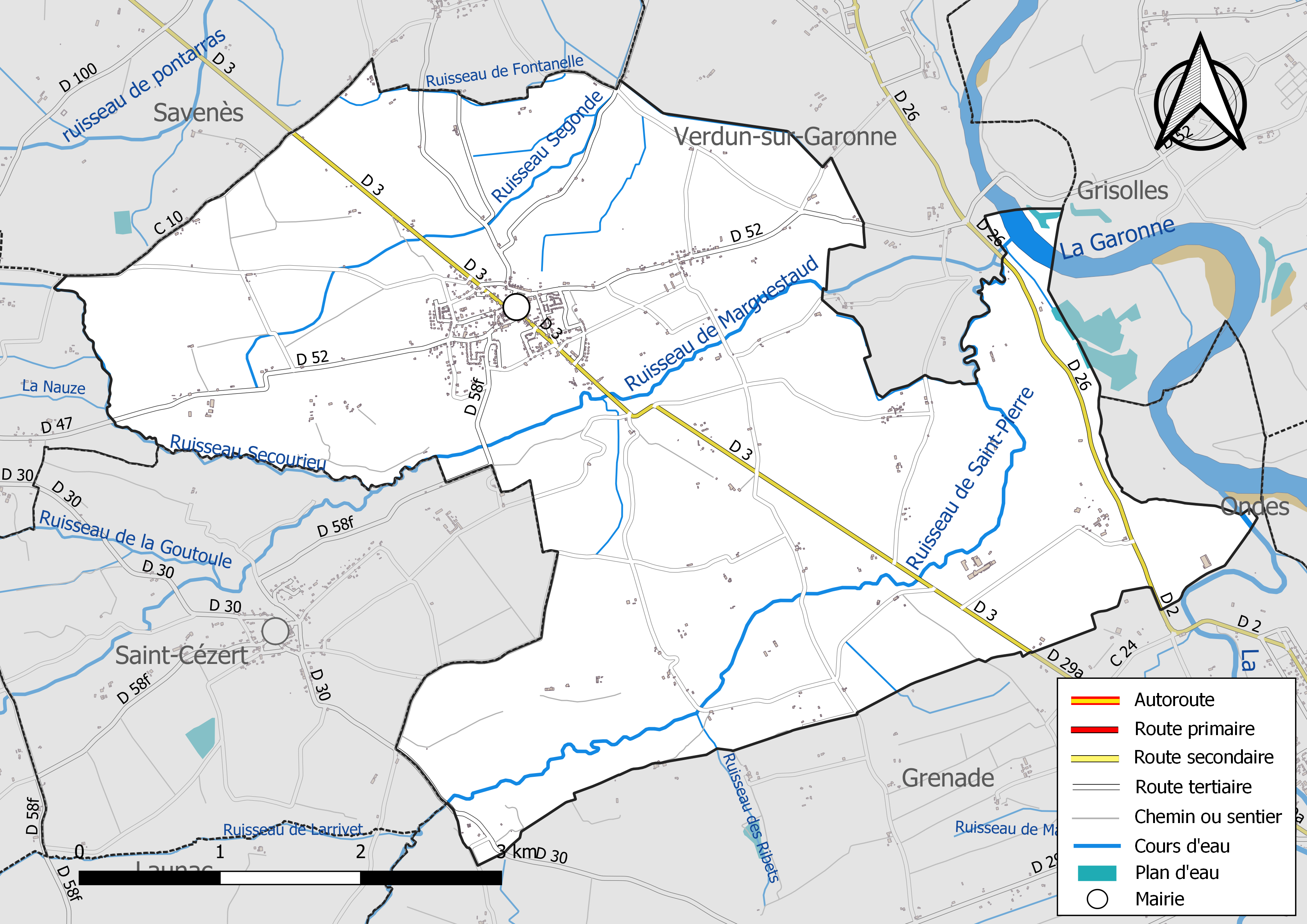
Réseaux hydrographique et routier d'Aucamville.

La commune est dans le bassin versant de la Garonne, au sein du bassin hydrographique Adour-Garonne. Elle est drainée par la Save, le ruisseau de Marguestaud, le ruisseau de Saint-Pierre, le ruisseau Secourieu, le ruisseau Segonde, le ruisseau de Fontanelle, le ruisseau des Ribets et par divers petits cours d'eau, constituant un réseau hydrographique de 26 km de longueur totale,.
La Save, d'une longueur totale de 143 km, prend sa source dans la commune de Lannemezan et s'écoule du sud-ouest vers le nord-ouest. Elle traverse la commune et se jette dans la Garonne à Grenade, après avoir traversé 46 communes.
Le ruisseau de Marguestaud, d'une longueur totale de 23,2 km, prend sa source dans la commune de Caubiac et s'écoule du sud-ouest vers le nord-ouest. Il traverse la commune et se jette dans la Garonne à Verdun-sur-Garonne, après avoir traversé 10 communes.
Le ruisseau de Saint-Pierre, d'une longueur totale de 20,8 km, prend sa source dans la commune de Pelleport et s'écoule du sud-ouest vers le nord-ouest. Il traverse la commune et se jette dans le ruisseau de Marguestaud sur le territoire communal, après avoir traversé 8 communes.

### Climat
Pour des articles plus généraux, voir Climat de l'Occitanie et Climat de Tarn-et-Garonne.
En 2010, le climat de la commune est de type climat du Bassin du Sud-Ouest, selon une étude du Centre national de la recherche scientifique s'appuyant sur une série de données couvrant la période 1971-2000. En 2020, Météo-France publie une typologie des climats de la France métropolitaine dans laquelle la commune est exposée à un climat océanique altéré et est dans la région climatique Aquitaine, Gascogne, caractérisée par une pluviométrie abondante au printemps, modérée en automne, un faible ensoleillement au printemps, un été chaud (19,5 °C), des vents faibles, des brouillards fréquents en automne et en hiver et des orages fréquents en été (15 à 20 jours).
Pour la période 1971-2000, la température annuelle moyenne est de 13,1 °C, avec une amplitude thermique annuelle de 15,6 °C. Le cumul annuel moyen de précipitations est de 720 mm, avec 9 jours de précipitations en janvier et 5,8 jours en juillet. Pour la période 1991-2020, la température moyenne annuelle observée sur la station météorologique de Météo-France la plus proche, « Savenès_man », sur la commune de Savenès à 3 km à vol d'oiseau, est de 13,3 °C et le cumul annuel moyen de précipitations est de 705,4 mm. 
La température maximale relevée sur cette station est de 41 °C, atteinte le 27 juin 2019 ; la température minimale est de −14,5 °C, atteinte le 9 février 2012,,.
Les paramètres climatiques de la commune ont été estimés pour le milieu du siècle (2041-2070) selon différents scénarios d'émission de gaz à effet de serre à partir des nouvelles projections climatiques de référence DRIAS-2020. Ils sont consultables sur un site dédié publié par Météo-France en novembre 2022.

### Milieux naturels et biodiversité

#### Réseau Natura 2000

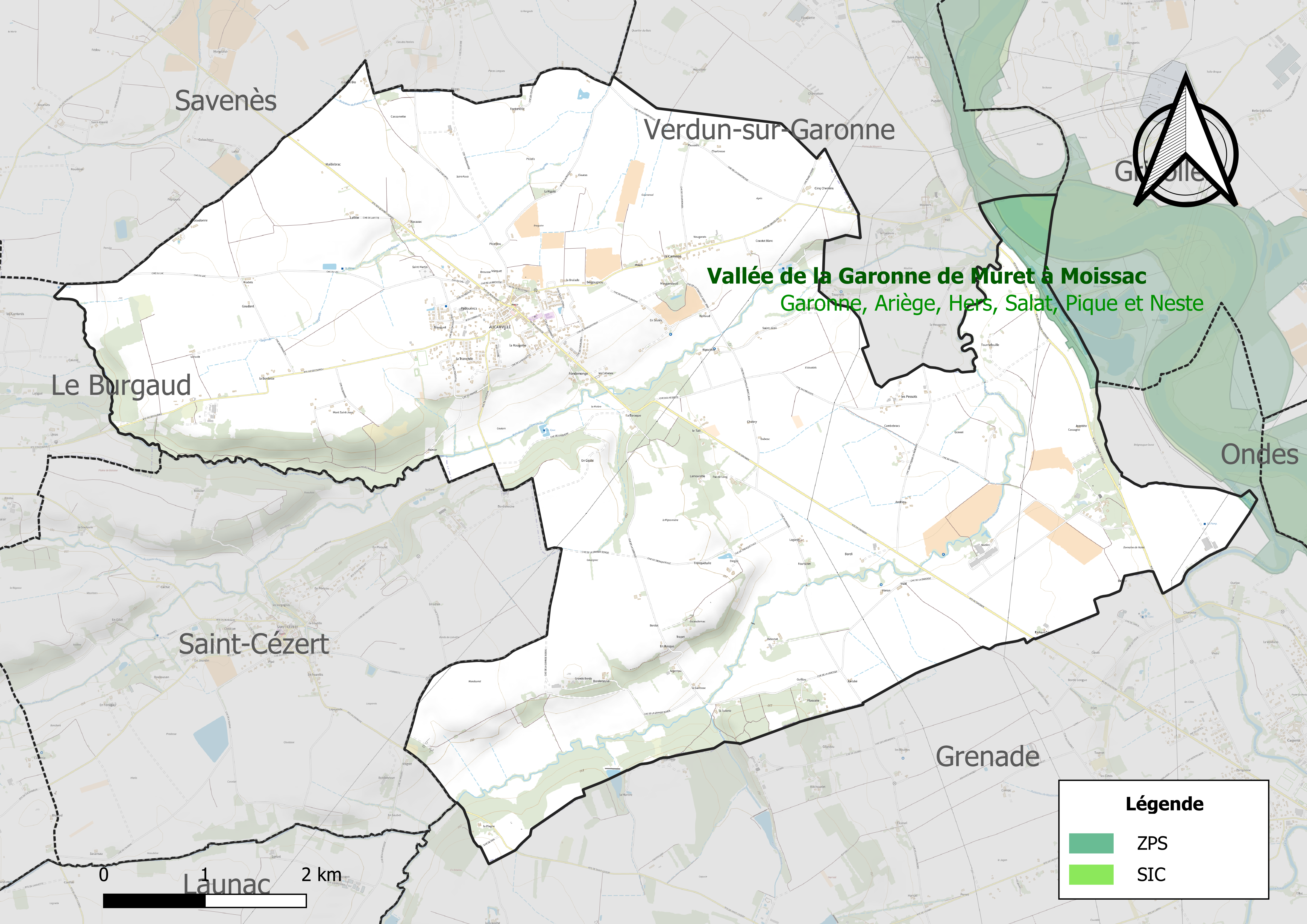
Site Natura 2000 sur le territoire communal.

Le réseau Natura 2000 est un réseau écologique européen de sites naturels d'intérêt écologique élaboré à partir des directives habitats et oiseaux, constitué de zones spéciales de conservation (ZSC) et de zones de protection spéciale (ZPS).
Un site Natura 2000 a été défini sur la commune au titre de la directive habitats :
- « Garonne, Ariège, Hers, Salat, Pique et Neste », d'une superficie de 9 581 ha, un réseau hydrographique pour les poissons migrateurs, avec des zones de frayères actives et potentielles importantes pour le Saumon en particulier qui fait l'objet d'alevinages réguliers et dont des adultes atteignent déjà Foix sur l'Ariège[18]

et un au titre de la directive oiseaux : 
- la « vallée de la Garonne de Muret à Moissac », d'une superficie de 4 493 ha, hébergeant une avifaune bien représentée en diversité, mais en effectifs limités (en particulier, baisse des populations de plusieurs espèces de hérons). Sept espèces de hérons y nichent, dont le héron pourpré, ainsi que le Milan noir (avec des effectifs importants), l'Aigle botté, le Petit gravelot, la Mouette mélanocéphale, la Sterne pierregarin et le Martin-pêcheur[19].

#### Zones naturelles d'intérêt écologique, faunistique et floristique

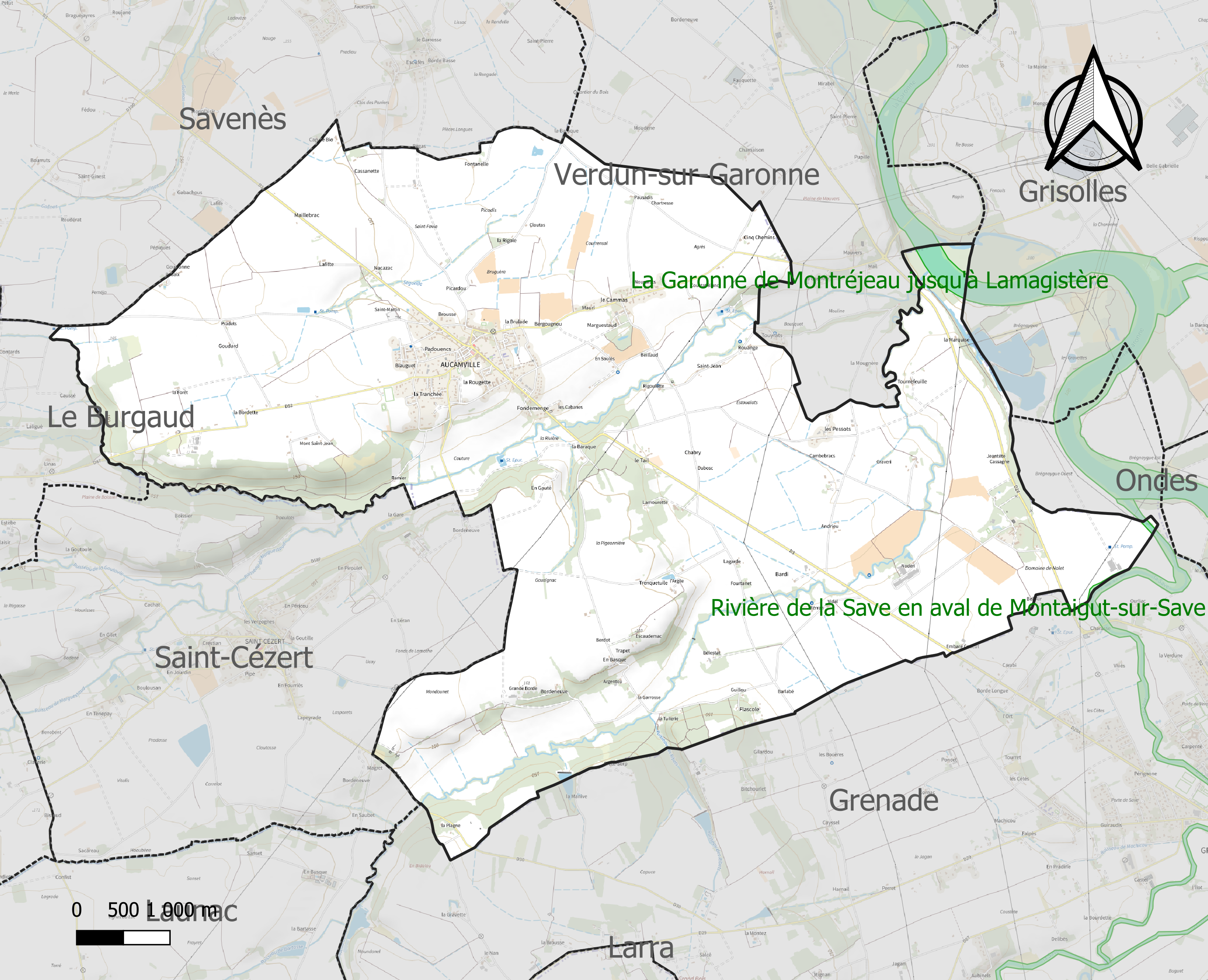
Carte de la ZNIEFF de type 1 localisée sur la commune.

L’inventaire des zones naturelles d'intérêt écologique, faunistique et floristique (ZNIEFF) a pour objectif de réaliser une couverture des zones les plus intéressantes sur le plan écologique, essentiellement dans la perspective d’améliorer la connaissance du patrimoine naturel national et de fournir aux différents décideurs un outil d’aide à la prise en compte de l’environnement dans l’aménagement du territoire.
Une ZNIEFF de type 1 est recensée sur la commune :
la « rivière de la Save en aval de Montaigut-sur-Save » (94 ha), couvrant 6 communes dont cinq dans la Haute-Garonne et une dans le Tarn-et-Garonne.

## Urbanisme

### Typologie
Au 1er janvier 2024, Aucamville est catégorisée bourg rural, selon la nouvelle grille communale de densité à sept niveaux définie par l'Insee en 2022.
Elle est située hors unité urbaine. Par ailleurs la commune fait partie de l'aire d'attraction de Toulouse, dont elle est une commune de la couronne,. Cette aire, qui regroupe 527 communes, est catégorisée dans les aires de 700 000 habitants ou plus (hors Paris),.

### Occupation des sols

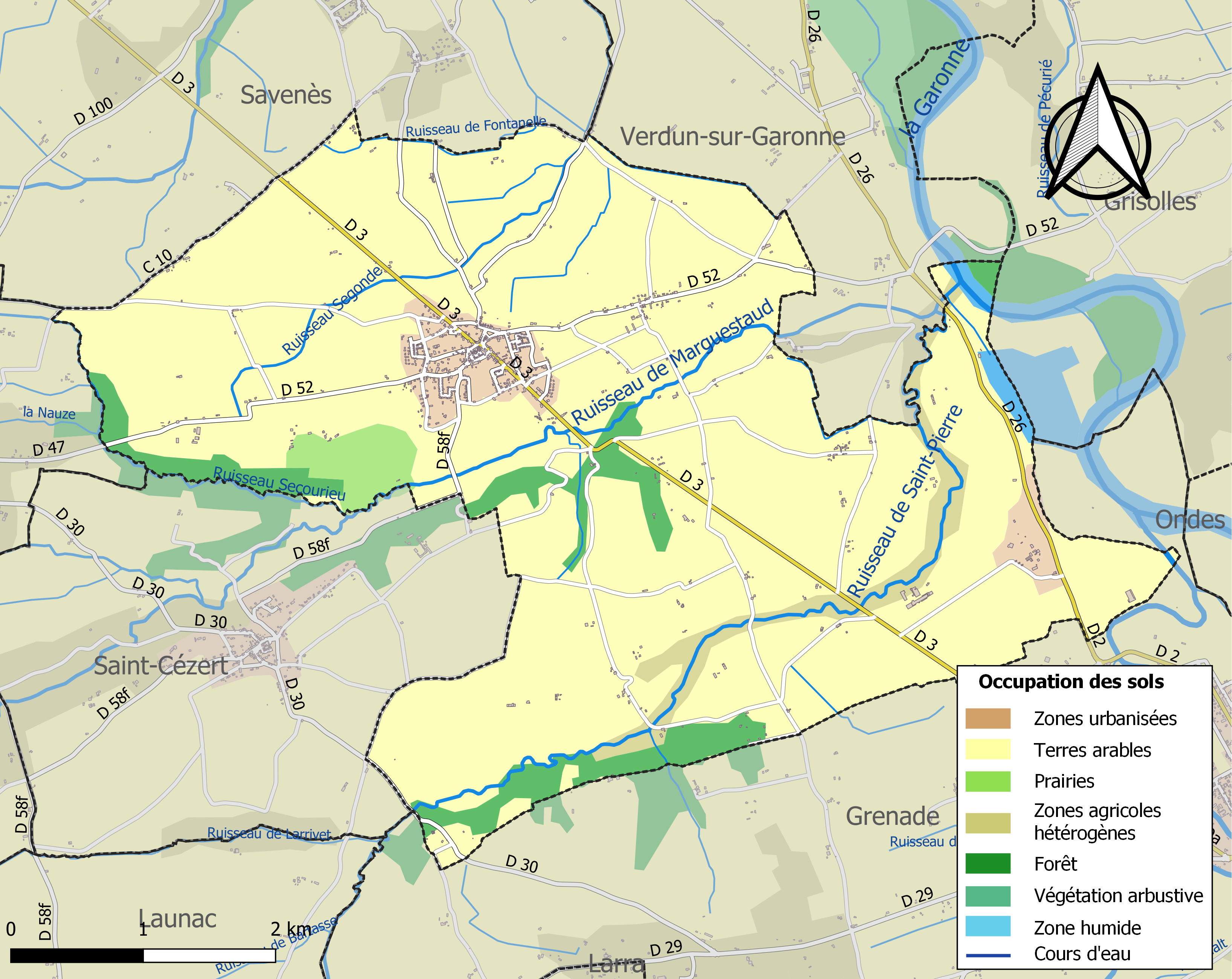
Carte des infrastructures et de l'occupation des sols de la commune en 2018 (CLC).

L'occupation des sols de la commune, telle qu'elle ressort de la base de données européenne d’occupation biophysique des sols Corine Land Cover (CLC), est marquée par l'importance des territoires agricoles (89 % en 2018), en diminution par rapport à 1990 (90,7 %). La répartition détaillée en 2018 est la suivante : 
terres arables (80,9 %), forêts (6,2 %), zones agricoles hétérogènes (3,5 %), zones urbanisées (3,2 %), cultures permanentes (2,8 %), prairies (1,7 %), espaces verts artificialisés, non agricoles (1 %), eaux continentales (0,6 %). L'évolution de l’occupation des sols de la commune et de ses infrastructures peut être observée sur les différentes représentations cartographiques du territoire : la carte de Cassini (XVIIIe siècle), la carte d'état-major (1820-1866) et les cartes ou photos aériennes de l'IGN pour la période actuelle (1950 à aujourd'hui).

### Voies de communication et transports
La gare SNCF la plus proche est située à 8 km, sur la commune de Grisolles (gare de Grisolles).
On y a accès depuis Toulouse par la voie lactée (D 902) jusqu'à Beauzelle puis par la D 2 jusqu'à Grenade sur Garonne, et également depuis l'autoroute française A62, sortie 10.1 Grenade/Eurocentre.
La ville est située à environ 9 km à l'ouest de la RN 20 à mi-distance de Toulouse et Montauban, l'axe principal qui traverse la ville est la D 3 (prolongation de la D 29a dans la Haute-Garonne) reliant Beaumont de Lomagne à Grenade sur Garonne.
Des chemins communaux relient en outre Aucamville aux communes voisines les plus proches de Saint-Cezert (31) (à 3 km au sud-ouest) et Le Burgaud (31) (à 4 km à l'ouest)

### Risques majeurs
Le territoire de la commune d'Aucamville est vulnérable à différents aléas naturels : météorologiques (tempête, orage, neige, grand froid, canicule ou sécheresse), inondations, mouvements de terrains et séisme (sismicité très faible). Il est également exposé à un risque technologique, le transport de matières dangereuses. Un site publié par le BRGM permet d'évaluer simplement et rapidement les risques d'un bien localisé soit par son adresse soit par le numéro de sa parcelle.

#### Risques naturels
Certaines parties du territoire communal sont susceptibles d’être affectées par le risque d’inondation par débordement de cours d'eau, notamment la Garonne, la Save, le ruisseau de Marguestaud et le ruisseau de Saint-Pierre. La cartographie des zones inondables en ex-Midi-Pyrénées réalisée dans le cadre du XIe Contrat de plan État-région, visant à informer les citoyens et les décideurs sur le risque d’inondation, est accessible sur le site de la DREAL Occitanie. La commune a été reconnue en état de catastrophe naturelle au titre des dommages causés par les inondations et coulées de boue survenues en 1982, 1996, 1999, 2000, 2003, 2010, 2015, 2017 et 2021,.
Aucamville est exposée au risque de feu de forêt. Le département de Tarn-et-Garonne présentant toutefois globalement un niveau d’aléa moyen à faible très localisé, aucun Plan départemental de protection des forêts contre les risques d’incendie de forêt (PFCIF) n'a été élaboré. Le débroussaillement aux abords des maisons constitue l’une des meilleures protections pour les particuliers contre le feu,.

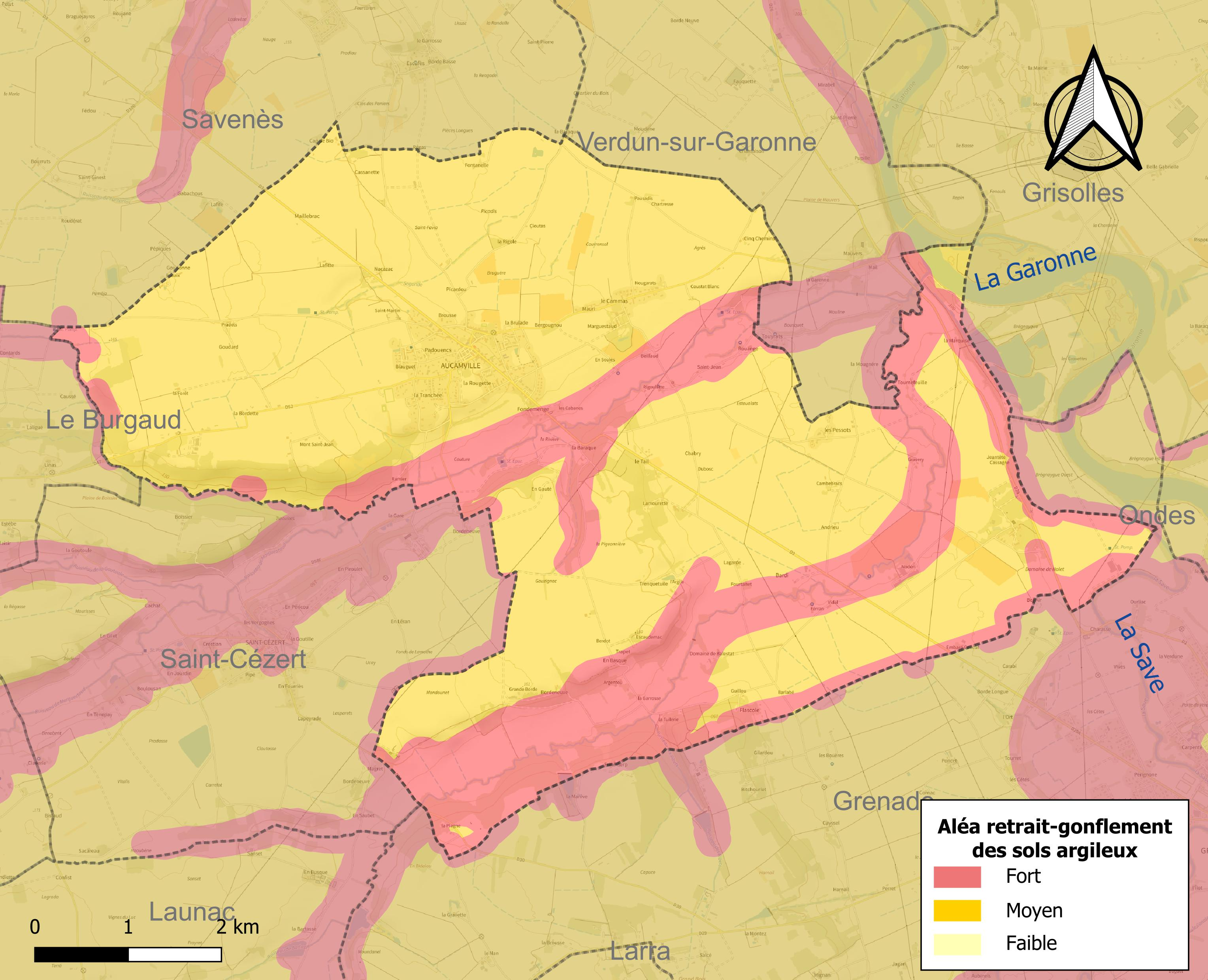
Carte des zones d'aléa retrait-gonflement des sols argileux d'Aucamville.

Les mouvements de terrains susceptibles de se produire sur la commune sont des tassements différentiels.
Le retrait-gonflement des sols argileux est susceptible d'engendrer des dommages importants aux bâtiments en cas d’alternance de périodes de sécheresse et de pluie. La totalité de la commune est en aléa moyen ou fort (92 % au niveau départemental et 48,5 % au niveau national). Sur les 575 bâtiments dénombrés sur la commune en 2019, 575 sont en aléa moyen ou fort, soit 100 %, à comparer aux 96 % au niveau départemental et 54 % au niveau national. Une cartographie de l'exposition du territoire national au retrait gonflement des sols argileux est disponible sur le site du BRGM,.
Par ailleurs, afin de mieux appréhender le risque d’affaissement de terrain, l'inventaire national des cavités souterraines permet de localiser celles situées sur la commune.
Concernant les mouvements de terrains, la commune a été reconnue en état de catastrophe naturelle au titre des dommages causés par la sécheresse en 1989, 1991, 1992, 1998, 2003, 2011, 2012 et 2015 et par des mouvements de terrain en 1999.

#### Risques technologiques
Le risque de transport de matières dangereuses sur la commune est lié à sa traversée par des infrastructures routières ou ferroviaires importantes ou la présence d'une canalisation de transport d'hydrocarbures. Un accident se produisant sur de telles infrastructures est susceptible d’avoir des effets graves sur les biens, les personnes ou l'environnement, selon la nature du matériau transporté. Des dispositions d’urbanisme peuvent être préconisées en conséquence.

## Toponymie
Aucamville est cité pour la première fois au XIe siècle sous la forme Ochamsvilla, puis Aucamvilla après 1312.
Le blason de la ville représente une oie sur fond violet et blanc (dans un écu ovale, on voit une porte de ville et sur le seuil de la porte une oie passant), car selon la légende, le nom de la commune signifierait « la ville de l'oie », en latin *Aucum Villa, occitan auca « oie ». Ce genre d'explication toponymique est fréquent dans les blasonnements des paroisses et relève généralement de l'étymologie populaire ou latinisante, mais elle est généralement sans fondement.
Cette étymologie n'est pas retenue par les spécialistes, d'une part parce que la forme la plus ancienne Ochamsvilla la contredit, d'autre part parce que le [m] final du latin s'était amui depuis longtemps en latin vulgaire, donc a fortiori au moment de la formation des noms en -ville qui datent tous du Moyen Âge. Un composé roman basée sur auca « oie » est possible phonétiquement, si on suppose une nasalisation hypothétique de [a], mais il impose de rejeter comme erronée la forme Ochamsvilla. De plus, sur plusieurs milliers de composés en -ville, seule une petite dizaine contient un nom d'animal, qui pourrait être un sobriquet, mais dont les formes anciennes permettent de formuler cette hypothèse car elles sont parfaitement claires, ce qui n'est pas le cas ici. Ainsi, un premier élément d'origine animale est bien identifiable dans Quièvreville (Capravilla v. 1024) ou Chèvreville (Caprivillam 1186) avec « la chèvre » ou encore Villechien (Villacanis 1112, Villa Canis 1172 - 1182), par exemple, mais Ernest Nègre considère qu'il s'agit de surnoms de personnages, d'après l'animal.
Les formations toponymiques en -ville ne sont jamais mentionnés dans la documentation disponible avant la période mérovingienne et ce, contrairement à de nombreux autres toponymes bien attestés à l'époque antique. Les toponymes en -ville sont en outre fréquemment basés sur un nom de personne parfois aisément identifiable, par exemple Ramonville, Martinville, Rogerville, etc., généralement il s'agit d'un anthroponyme de type germanique. C'est pourquoi les spécialistes de la toponymie penchent pour un anthroponyme ayant cette origine, soit Ogmarus, traité comme *Ogamarus, soit un nom de femme wisigothique *Auka. On rencontre la variante Aukisa dans Aucazein (*Aukasinga), commune de l'Ariège.
Homonymie avec Aucamville qui est peut-être une transposition du nom originel d'après Ernest Nègre, en effet ces transferts sont fréquents en toponymie.

## Histoire
Les traces les plus anciennes d'habitat ont été retrouvées dans le parc de Nolet ; elles remontent à l'époque gallo-romaine (pièces de bronze), puis mérovingienne (plaques de ceinturons). Des fouilles ont révélé des restes de mosaïque et des vases en terre noire.
L'abbé Galabert rapporte dans son ouvrage qu'aux environs du XIIIe siècle, le village, primitivement établi à environ 500 m au nord du cimetière, fut détruit par un incendie et reconstruit à sa position actuelle.
En 1360, une contribution de 35 florins d'or permis à Aucamville de relever ses murailles
Sur l'emplacement du cimetière subsistent les restes de la chapelle Saint Martin qui était l'ancienne église paroissiale.
La commune d'Aucamville fut intégrée au département de Tarn-et-Garonne le 21 novembre 1808 ; auparavant, elle dépendait, comme la totalité du canton de Verdun-sur-Garonne, du département de la Haute-Garonne.
En 2004, un fait divers secoue la commune. Les gendarmes de Verdun-sur-Garonne reçoivent en septembre 2003 les confidences d'un témoin qui leur raconte que quelques années plus tôt un SDF du nom de Georges Hourdin a été assassiné à l'Auberge du Tail, son corps donné à manger aux cochons mais, bien nourris, ils ne l'ont pas touché, si bien que ses restes ont été jetés dans un puisard puis brûlé. La tenancière de l'auberge Altobella Cappelleri, mise en examen en 2004, est condamnée pour séquestration ayant entraîné la mort du SDF à 20 ans de prison. Elle est maintenant morte et enterrée dans le cimetière d'Aucamville

## Politique et administration

### Administration municipale
Le nombre d'habitants au recensement de 2011 étant compris entre 500 et 1 499 habitants, le nombre de membres du conseil municipal pour l'élection de 2014 est de quinze,.

### Rattachements administratifs et électoraux
La commune fait partie de la deuxième circonscription de Tarn-et-Garonne de la communauté de communes Grand Sud Tarn-et-Garonne et du canton de Verdun-sur-Garonne. Avant le 1er janvier 2017 elle faisait partie de la communauté de communes Garonne et Gascogne.

## Population et société

### Démographie
| 1793  | 1800 | 1806  | 1821  | 1831  | 1836  | 1841  | 1846  | 1851  |
| ----- | ---- | ----- | ----- | ----- | ----- | ----- | ----- | ----- |
| 1 003 | 875  | 1 005 | 1 074 | 1 109 | 1 141 | 1 098 | 1 098 | 1 073 |

| 1856  | 1861  | 1866  | 1872 | 1876  | 1881 | 1886 | 1891 | 1896 |
| ----- | ----- | ----- | ---- | ----- | ---- | ---- | ---- | ---- |
| 1 096 | 1 073 | 1 058 | 999  | 1 042 | 981  | 982  | 962  | 890  |

| 1901 | 1906 | 1911 | 1921 | 1926 | 1931 | 1936 | 1946 | 1954 |
| ---- | ---- | ---- | ---- | ---- | ---- | ---- | ---- | ---- |
| 922  | 898  | 806  | 700  | 725  | 699  | 724  | 721  | 756  |

| 1962 | 1968 | 1975 | 1982 | 1990 | 1999 | 2006 | 2007 | 2012  |
| ---- | ---- | ---- | ---- | ---- | ---- | ---- | ---- | ----- |
| 727  | 699  | 691  | 720  | 744  | 790  | 891  | 904  | 1 052 |

| 2017  | 2022  | - | - | - | - | - | - | - |
| ----- | ----- | - | - | - | - | - | - | - |
| 1 446 | 1 552 | - | - | - | - | - | - | - |

### Enseignement
Aucamville fait partie de l'académie de Toulouse.
L'éducation est assurée sur la commune par une école maternelle et une école élémentaire

### Culture et festivité
Comité des fêtes, fanfare,

### Sports
La ville comprend plusieurs associations sportives :
Le Jujutsu Club d'Aucamville, un club de football nommé « la violette sportive aucamvilloise », qui joue en violet et blanc, un club de Judo pour enfants « les ours aucamvillois », le Judo club les Ours, un club de tennis.
Sont également présentes : une société de chasse (« Saint Hubert aucamvilloise »), une société de pêche (« la rabote aucamvilloise »), un club de pétanque,

### Écologie et recyclage
La collecte et le traitement des déchets des ménages et des déchets assimilés ainsi que la protection et la mise en valeur de l'environnement se font dans le cadre d'un syndicat intercommunal le (SIEEOM).

## Économie

### Revenus
En 2018, la commune compte 552 ménages fiscaux, regroupant 1 450 personnes. La médiane du revenu disponible par unité de consommation est de 22 660 € (20 140 € dans le département).

### Emploi
|                | 2008  | 2013   | 2018   |
| -------------- | ----- | ------ | ------ |
| Commune        | 6,8 % | 7 %    | 9 %    |
| Département    | 8,4 % | 10,2 % | 10,3 % |
| France entière | 8,3 % | 10 %   | 10 %   |

En 2018, la population âgée de 15 à 64 ans s'élève à 926 personnes, parmi lesquelles on compte 83,5 % d'actifs (74,5 % ayant un emploi et 9 % de chômeurs) et 16,5 % d'inactifs,. Depuis 2008, le taux de chômage communal (au sens du recensement) des 15-64 ans est inférieur à celui de la France et du département.
La commune fait partie de la couronne de l'aire d'attraction de Toulouse, du fait qu'au moins 15 % des actifs travaillent dans le pôle,. Elle compte 177 emplois en 2018, contre 157 en 2013 et 142 en 2008. Le nombre d'actifs ayant un emploi résidant dans la commune est de 694, soit un indicateur de concentration d'emploi de 25,5 % et un taux d'activité parmi les 15 ans ou plus de 70,3 %.
Sur ces 694 actifs de 15 ans ou plus ayant un emploi, 99 travaillent dans la commune, soit 14 % des habitants. Pour se rendre au travail, 91,4 % des habitants utilisent un véhicule personnel ou de fonction à quatre roues, 0,9 % les transports en commun, 4,6 % s'y rendent en deux-roues, à vélo ou à pied et 3,1 % n'ont pas besoin de transport (travail au domicile).

### Activités hors agriculture

#### Secteurs d'activités
107 établissements sont implantés  à Aucamville au 31 décembre 2019. Le tableau ci-dessous en détaille le nombre par secteur d'activité et compare les ratios avec ceux du département,.
| Secteur d'activité                                                                                        | Commune | Commune | Département |
| Secteur d'activité                                                                                        | Nombre  | %       | %           |
| --- | ------- | ------- | ----------- |
| Ensemble                                                                                                  | 107     | 100 %   | (100 %)     |
| Industrie manufacturière, industries extractives et autres                                                | 7       | 6,5 %   | (9,6 %)     |
| Construction                                                                                              | 12      | 11,2 %  | (14,9 %)    |
| Commerce de gros et de détail, transports, hébergement et restauration                                    | 29      | 27,1 %  | (29,7 %)    |
| Information et communication                                                                              | 3       | 2,8 %   | (1,9 %)     |
| Activités financières et d'assurance                                                                      | 1       | 0,9 %   | (3,4 %)     |
| Activités immobilières                                                                                    | 4       | 3,7 %   | (3,3 %)     |
| Activités spécialisées, scientifiques et techniques et activités de services administratifs et de soutien | 20      | 18,7 %  | (14,1 %)    |
| Administration publique, enseignement, santé humaine et action sociale                                    | 17      | 15,9 %  | (13,6 %)    |
| Autres activités de services                                                                              | 14      | 13,1 %  | (9,3 %)     |

Le secteur du commerce de gros et de détail, des transports, de l'hébergement et de la restauration est prépondérant sur la commune puisqu'il représente 27,1 % du nombre total d'établissements de la commune (29 sur les 107 entreprises implantées  à Aucamville), contre 29,7 % au niveau départemental.

#### Entreprises et commerces
Les cinq entreprises ayant leur siège social sur le territoire communal qui génèrent le plus de chiffre d'affaires en 2020 sont : 
- Phytocosma, fabrication d'autres produits alimentaires n.c.a. (1 401 k€)
- SARL Azema, entreposage et stockage non frigorifique (189 k€)
- Elec & Ceau, travaux d'installation électrique dans tous locaux (142 k€)
- Le Domaine De Balestat, organisation de foires, salons professionnels et congrès (87 k€)
- Van-Away Developpement, commerce d'autres véhicules automobiles (67 k€)

L'agriculture basée sur la culture de céréales (maïs, blé…) a encore une place très importante mais tend à diminuer en faveur de zones résidentielles liées à la proximité de l'agglomération toulousaine puisque Aucamville se trouve dans son aire urbaine. L'artisanat ainsi que le commerce y sont bien représentés
On trouve sur la commune plusieurs commerces et services, tel que boulangerie, épicerie, bar-tabac, fleuriste, salon de coiffure, pharmacie, centre médical, centre de kinésithérapie, station service, station de lavage automobile, pizzeria, snack, micro crèche...

### Agriculture
La commune est dans les « Vallées et Terrasses », une petite région agricole occupant le centre et une bande d'est en ouest  du département de Tarn-et-Garonne. En 2020, l'orientation technico-économique de l'agriculture  sur la commune est la polyculture et/ou le polyélevage.
|               | 1988  | 2000  | 2010  | 2020  |
| ------------- | ----- | ----- | ----- | ----- |
| Exploitations | 40    | 31    | 24    | 18    |
| SAU (ha)      | 1 731 | 1 699 | 1 373 | 1 499 |

Le nombre d'exploitations agricoles en activité et ayant leur siège dans la commune est passé de 40 lors du recensement agricole de 1988  à 31 en 2000 puis à 24 en 2010 et enfin à 18 en 2020, soit une baisse de 55 % en 32 ans. Le même mouvement est observé à l'échelle du département qui a perdu pendant cette période 57 % de ses exploitations,. La surface agricole utilisée sur la commune a également diminué, passant de 1 731 ha en 1988 à 1 499 ha en 2020. Parallèlement la surface agricole utilisée moyenne par exploitation a augmenté, passant de 43 à 83 ha.

## Culture locale et patrimoine

### Lieux et monuments
- Église Saint-Martin d'Aucamville (XIIIe siècle ; XVe siècle ; XVIe siècle). L'édifice a été classé au titre des monuments historiques en 1926[55].
- Ancienne chapelle Saint-Jean-Baptiste (XVIIIe siècle). L'édifice a été inscrit au titre des monuments historiques en 1990[56].
- Le monument aux morts.

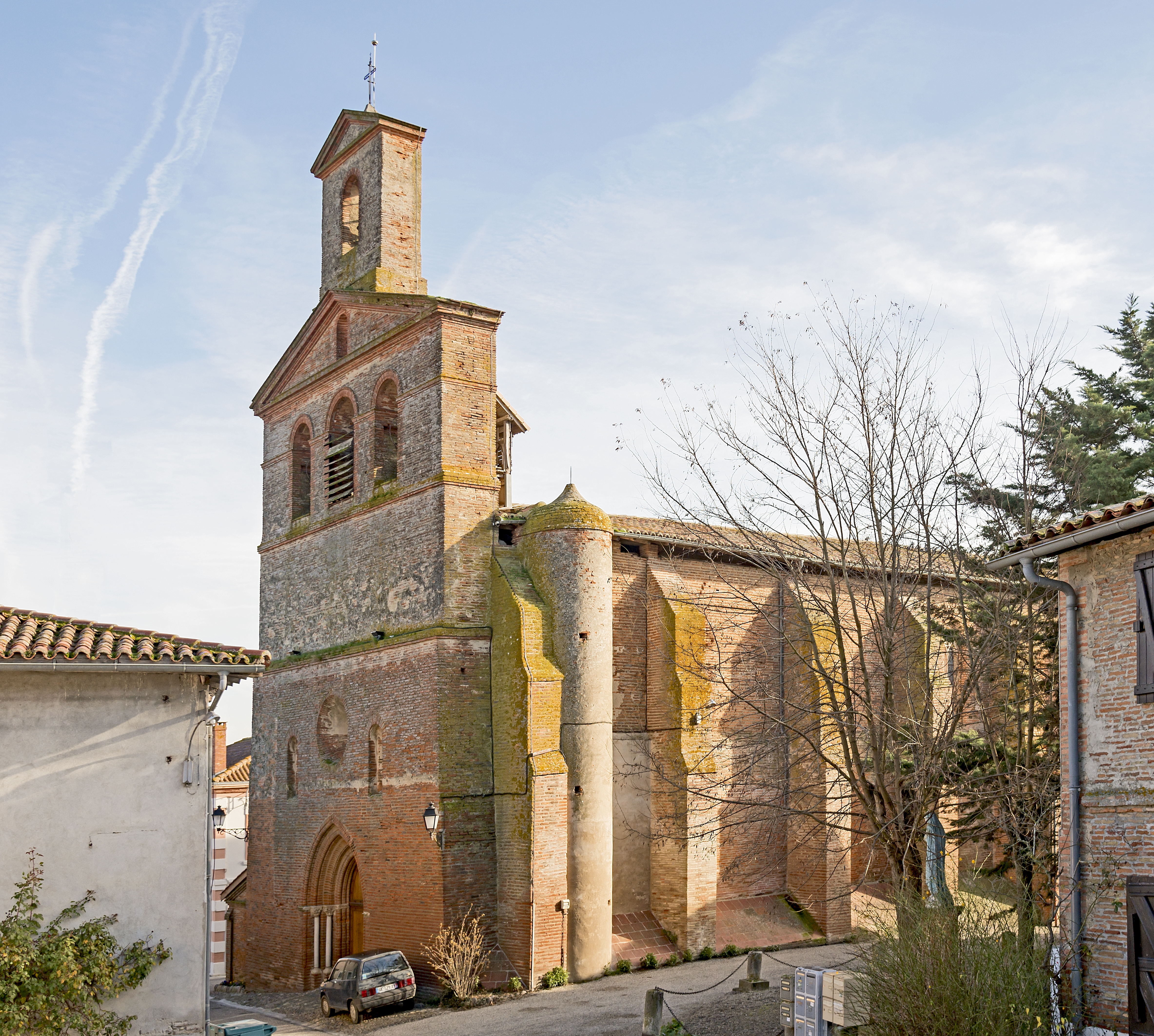
Église Saint-Barthélemy
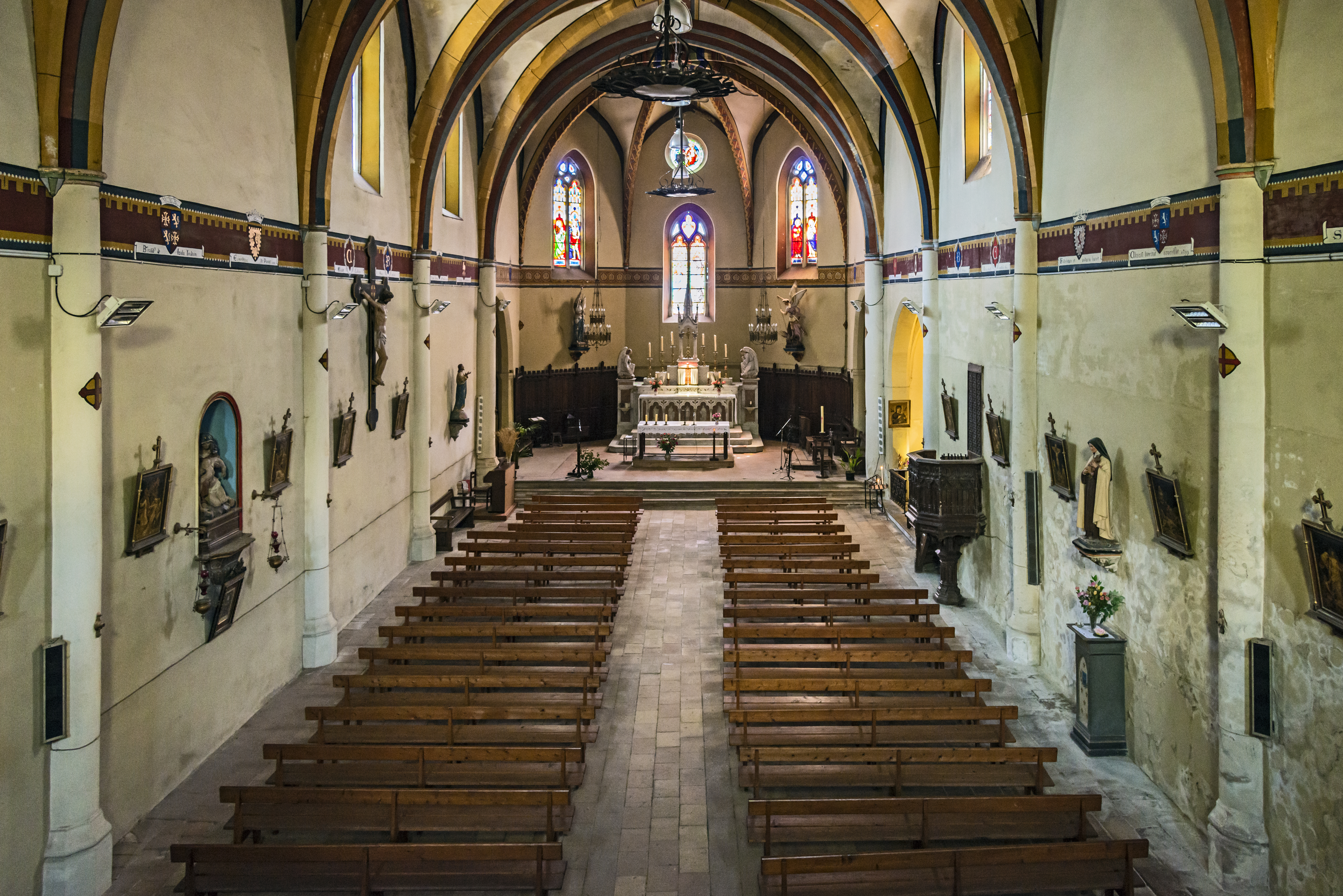
Vue intérieure de l'église Saint-Barthélemy
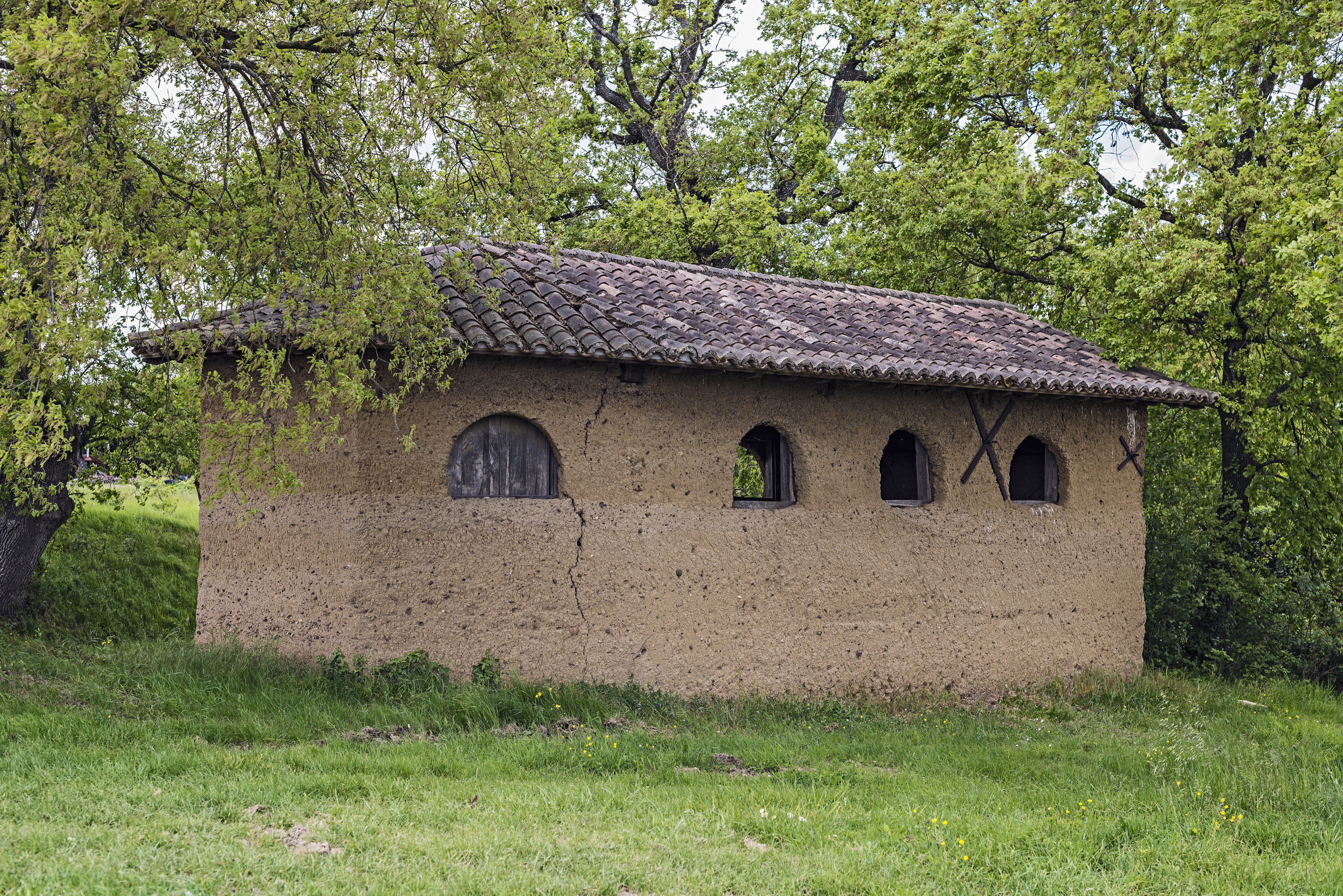
Chapelle Saint-Jean-Baptiste
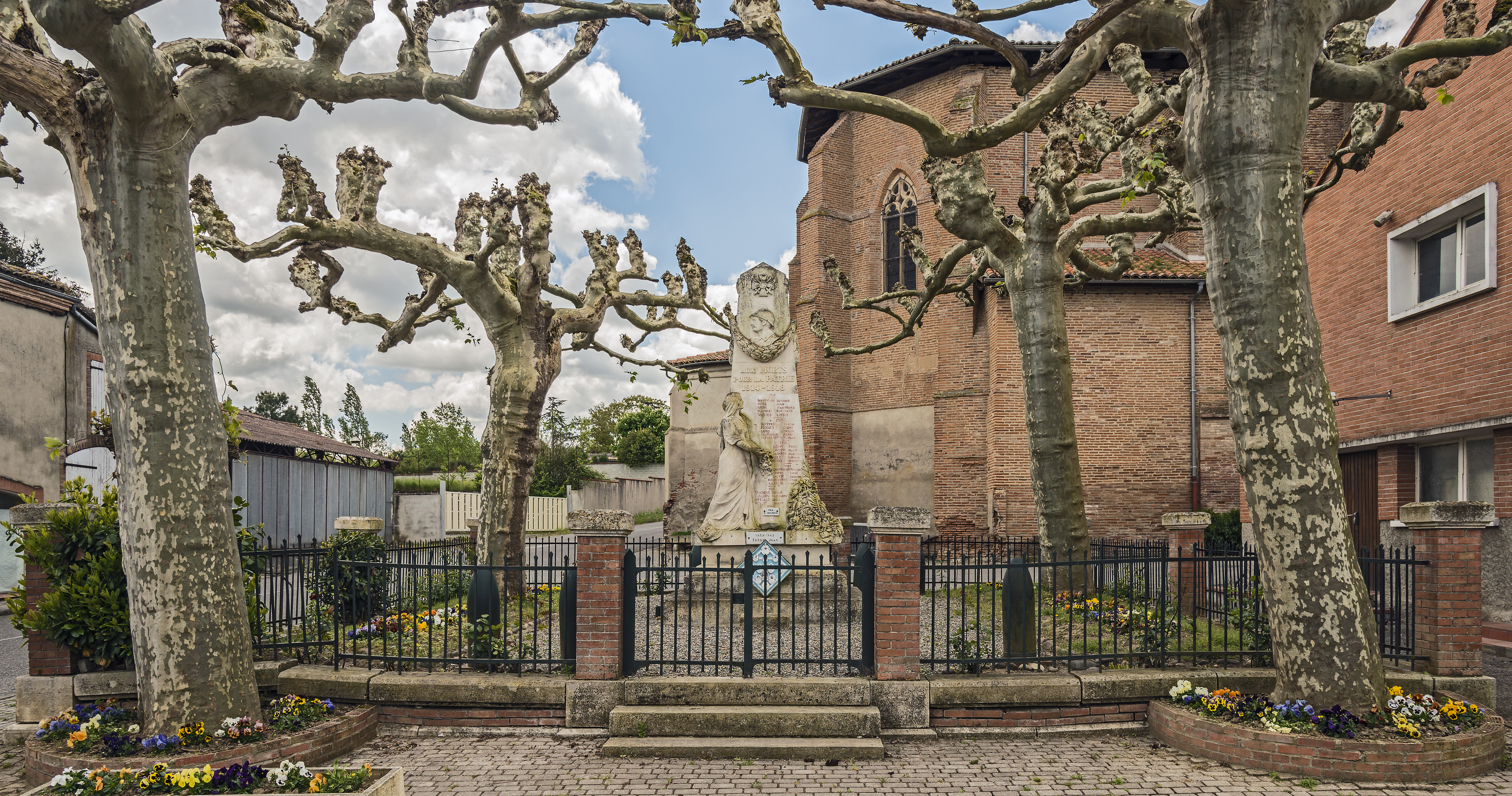
Monument aux morts

### Personnalités liées à la commune
- L'abbé Jean-Antoine-Firmin Galabert (qui fut le curé d'Aucamville de 1881 à 1907) écrivit et publia en 1890 un ouvrage sur l'histoire de la ville intitulé "Monographie d'Aucamville". Cet ouvrage, encore disponible aujourd'hui, reste le mieux documenté et le plus complet sur l'histoire de la ville.

### Héraldique
| Blason de Aucamville | Blason  | De gueules à la porte de ville, sommée d'une tour, le tout d'argent, ajouré et maçonné de sable, ouvert du champ à l'oie d'argent passant le seuil. |
| Blason de Aucamville | Détails | Le statut officiel du blason reste à déterminer. |

## Pour approfondir